# 김학수 (1956년)
김학수(金鶴洙, 1956년 4월 19일 ~ )는 대한민국의 바둑 기사이다.

## 약력
서울 출신으로 1973년에 입단했다. 입단 후 가족이 모두 미국으로 이민을 갔는데 바둑을 못잊어 혼자 대한민국에 돌아 와 바둑 활동을 하다가 1993년에 다시 미국으로 건너갔다. 1985년과 1986년 신왕전 본선에 진출했고 1990년 패왕전과 대왕전 본선에 올랐다. 1991년 6단을 거쳐 2001년 5월에 7단으로 승단하였다. 동명이인인 김학수 5단과 혼동을 피하기 위해 김봉규(金棒奎)라는 이름으로 개명하기도 했다.